# Arrondissement di Brioude
L'arrondissement di Brioude è una suddivisione amministrativa francese, situata nel dipartimento dell'Alta Loira e nella regione dell'Alvernia-Rodano-Alpi.

## Composizione
L'arrondissement di Brioude raggruppa 115 comuni in 10 cantoni:
- cantone di Auzon
- cantone di Blesle
- cantone di Brioude-Nord
- cantone di Brioude-Sud
- cantone di La Chaise-Dieu
- cantone di Langeac
- cantone di Lavoûte-Chilhac
- cantone di Paulhaguet
- cantone di Pinols
- cantone di Saugues